# Adela Flandrijska
Adela Flandrijska, v južnoitalijanskih virih tudi Ala in Alana, je bila po poroki z danskim kraljem Knutom IV. v letih 1080–1086 danska kraljica žena in po poroki z Rogerijem Borso v letih 1092–1111 vojvodinja žena Apulije, * okoli 1064, † april 1115.
Od leta 1111 do 1115 je bila regentka svojega mladoletnega sina Viljema II. Apulijskega.

## Življenje
Adela je bila hči grofa Roberta I. Flandrijskega grofa in Gertrude Saške.  Leta 1080 se je poročila z danskim kraljem Knutom IV. Poroka je bila dogovorjena kot del zavezništva med Flandrijo in Dansko proti Viljemu Osvajalcu. V tem zakonu je imela tri otroke: sina, kasnejšega grofa Karla Dobrega (rojen leta 1084), in hčerki dvojčici, Cecilijo in Ingegerdo (rojeni ok. 1085/86).  Ko je bil Knut IV. leta 1086 umorjen, je s sinom pobegnila v Flandrijo, svoji hčerki pa pustila na Danskem.
Na dvoru svojega očeta in brata Roberta II. je ostala do leta 1092, ko je odšla v Italijo, da bi se poročila z Rogerijem Borso, vojvodom Apulije.  Z drugim možem je imela tri sinove: Ludvika (umrl v otroštvu leta 1094), bodočega vojvodo Viljema II. (rojen ok. 1096/97) in Guiscarda (umrl v otroštvu leta 1108). Od moževe smrti leta 1111 je bila do sinove polnoletnosti leta 1114 Viljemova regentka.